# Rue Saint-Martin
Rue Saint-Martin (česky Ulice svatého Martina) je pařížská ulice ve 3. a 4. obvodu. Je dlouhá 1420 metrů a průměrně široká 14,4 metrů. Začíná u č. 12 na Quai de Gesvres a končí u č. 1 boulevardu Saint-Denis a č. 55 boulevardu Saint-Martin.
Jmenuje se po bývalém převorství Saint-Martin-des-Champs, které v současnosti vlastní Conservatoire national des arts et métiers (CNAM). Ulice na severu ústí do Rue du Faubourg-Saint-Martin.

## Významné stavby
- Věž Saint-Jacques
- Fontána Maubuée na rohu s Rue de Venise
- č. 76 kostel Saint-Merri
- č. 252 bis: kostel Saint-Nicolas-des-Champs
- č. 270-278-292: Conservatoire national des arts et métiers
- Porte Saint-Martin

## Slavní obyvatelé
- č. 11, Robert Desnos, básník

## Galerie

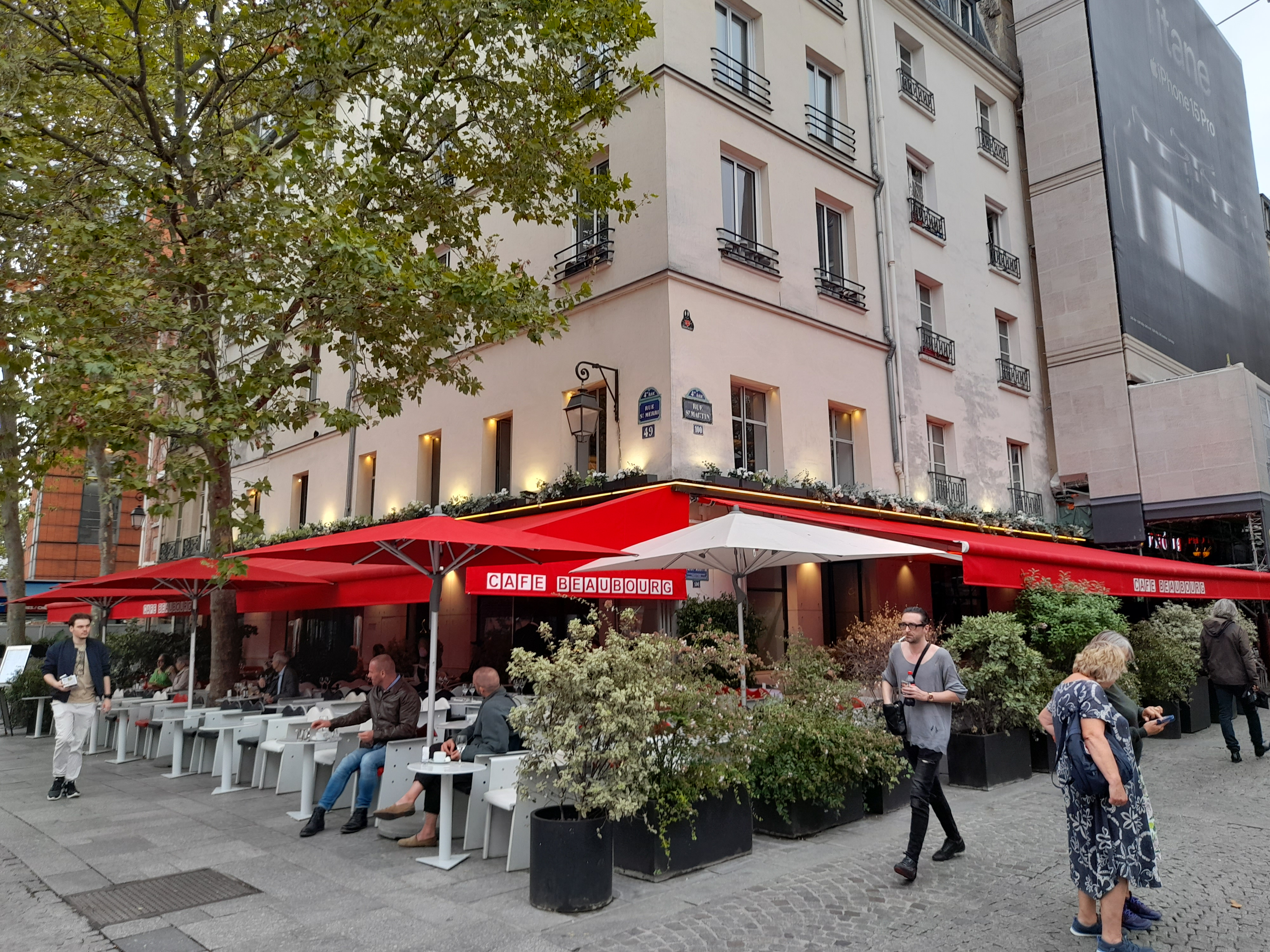
Křižovatka ulic rue St.Martin a rue St.Merri
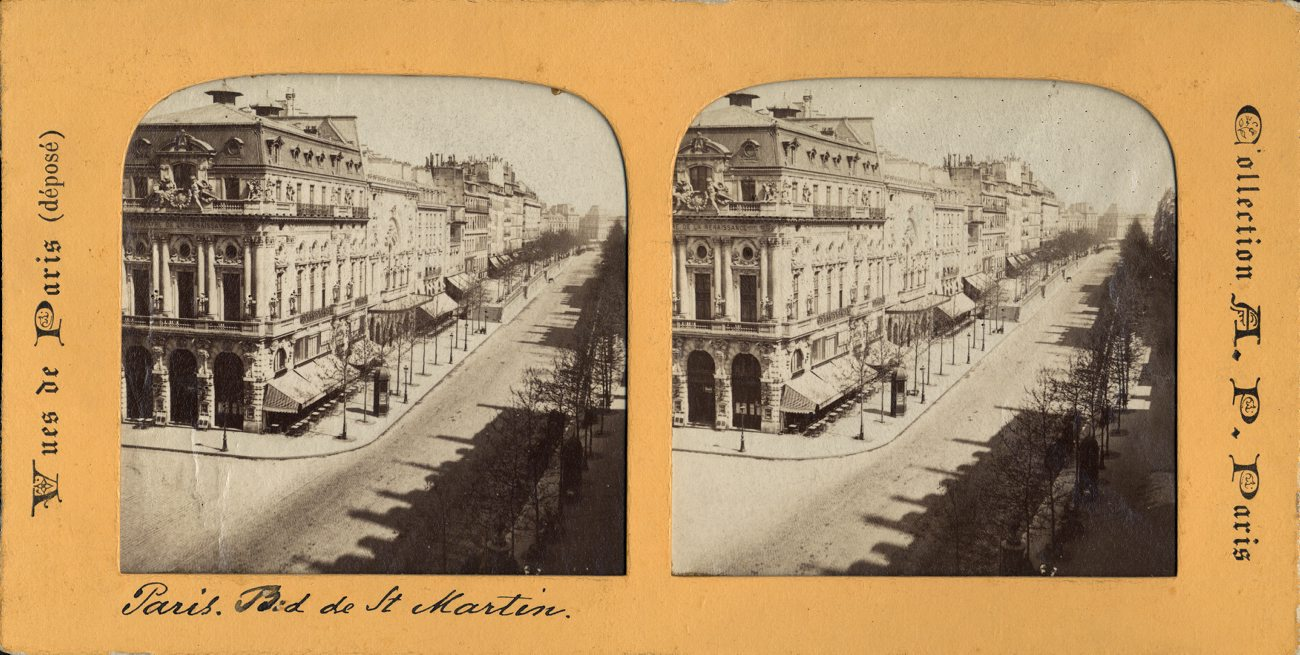
Rue St.Martin v Paříži v letech 1860-1880
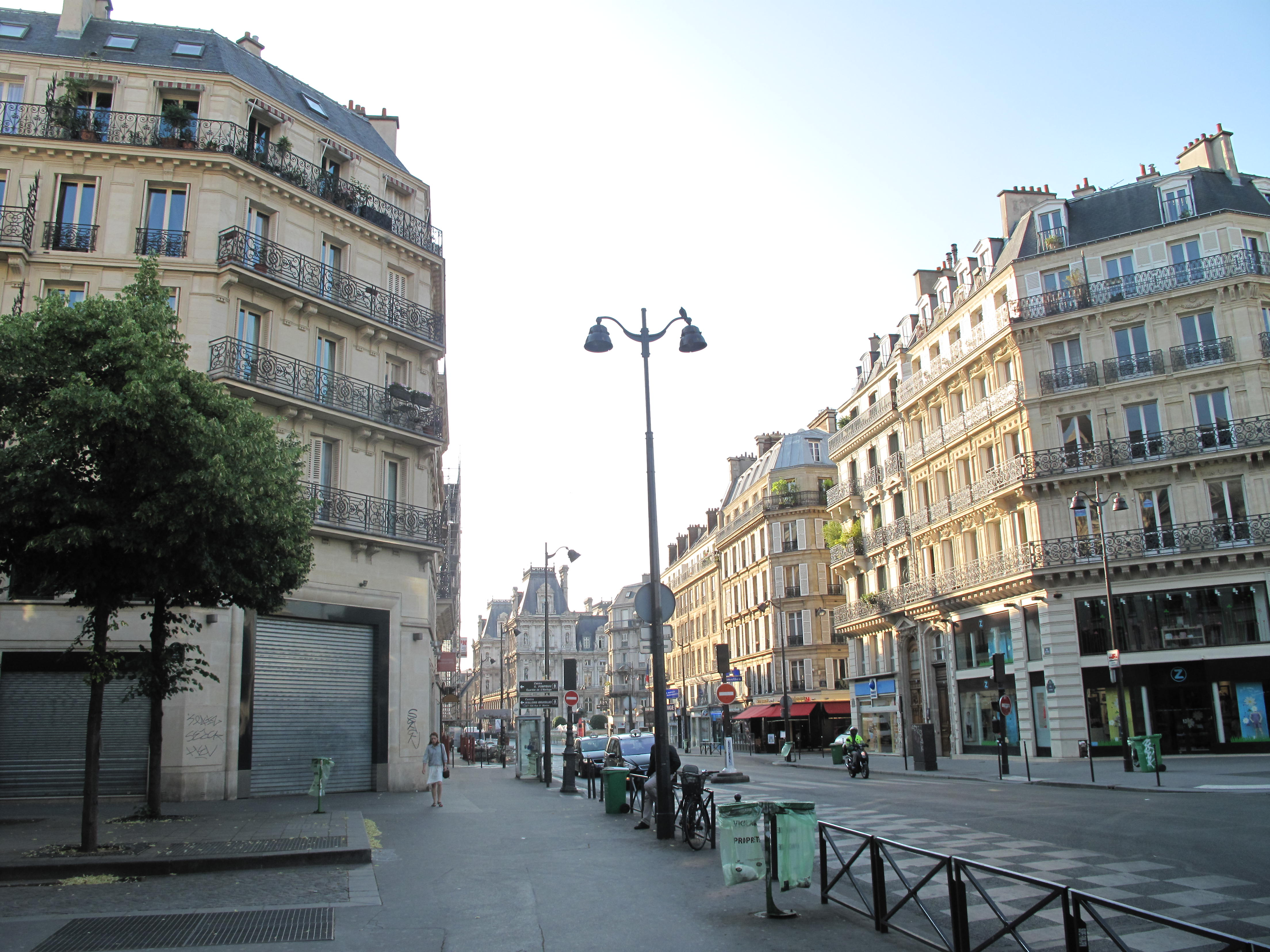
Roh rue de Rivoli a rue Saint-Martin, 4. pařížský obvod. V pozadí pařížská radnice.